# هیستون اچ۱
هیستون H1 یکی از پنج خانواده اصلی پروتئین هیستون است که اجزای کروماتین در سلول های یوکاریوتی است. اگرچه بسیار حفاظت شده است، اما با این وجود متغیرترین نوع هیستون از نظر توالی در بین گونه‌ها است.

## ساختار

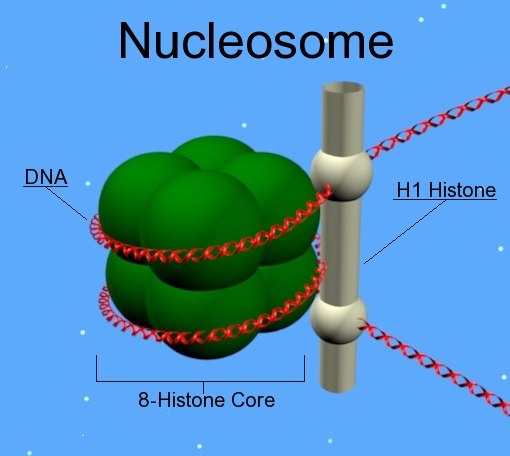
شکلی که محل قرارگیری H1 را در نوکلئوزوم نشان می‌دهد.

پروتئین های H1 جانوری حاوی یک دامین مرکزی کروی با ساختارهای مارپیچ بالدار (winged helix) و دم C-ترمینال بلند و دم N-ترمینال کوتاه است. پروتئین هیستون H1 در فشردگی بیشتر ساختارهای دانه تسبیح مانند (نوکلئوزوم‌ها) دخیل است. پروتئین H1 موجود در پوتیست‌ها و باکتری ها که به عنوان نوکلئوپروتئین‌های HC1 و HC2 شناخته می شوند، فاقد دامین مرکز و دم N-ترمینال هستند.
هیستون H1 نسبت به هیستون های core یا مرکزی (H2A,H2B,H3,H4) حفاظت‌شدگی کمتری در توالی خود دارد. در اصل دامین کروی مرکزی H1 حفاظت‌شده‌ترین بخش این پروتئین است.

## عملکرد
برخلاف دیگر هیستون ها، هیستون H1 در شکل گیری مهره نوکلئوزومی نقشی ندارد. در عوض در مابین نوکلئوزوم ها قرار گرفته و باعث پایداری بیشتر DNA پیچیده شده اطراف نوکلئوزوم می شود. هیستون H1 نصف مقدار 4 هیستون دیگر وجود دارد و این یعنی دو مولکول H1 به هر نوکلئوزوم کمک می کنند. علاوه بر اتصال به نوکلئوزوم ها، این هیستون به DNA رابط ( با طول تقریبی 20 تا 80 نوکلئوتید) که فاصله ای بین دو نوکلئوزوم است قرار می گیرد و به پایداری و شکل گیری فیبر کروماتینی زیگزاگی با قطر 30 نانومتر (سلنوئید) کمک می کند. جداسازی هیستون های H1 از کروماتین در شرایط آزمایشگاهی، تبدیل فرم 30 نانومتری سلنوئید به فرم 10-11 نانومتری نوکلئوزومی را افزایش می‌‌دهد.
مشخص نشده است که H1 چگونه موجب تشکیل سلنوئید می شود. اینکه آیا DNA رابط را به گونه ای کوتاه می کند یا با چرخاندن نوکلئوزوم ها موجب فشردگی می شود؛ با اینحال، هضم نوکلئازی و آزمایش های ردپای DNA پیشنهاد داده است که دامین کروی H1 نزدیک دایمر نوکلئوزومی قرار گرفته است؛ جایی که حدود 15 تا 30 نوکلئوتید از DNA رابط را پوشش می دهد. علاوه بر آن، آزمایش ها روی کروماتین بازسازی شده تشکیل یک موتیف ساقه مانند را در حضور H1 تایید کرده است. با وجود شکاف در دانش ما، یک مدل عمومی اعلام می دارد که دامین کروی هیستون H1 با اتصالات عرضی به DNA ورودی و خروجی، نوکلئوزوم ها را می بندد و دم هیستونی هم با DNA رابط اتصال یافته و بار منفی DNA را خنثی می کند.
آزمایش های زیادی برای تشخیص عملکرد H1 روی کروماتین خالص سازی شده در شرایط کم نمک بیرون از بدن انجام شده است ولی عملکرد H1 درون بدن کمتر مشخص است. مطالعات سلولی مشخص کرده که بیان بالای پروتئین H1 می تواند موجب نابهنجاری در شکل هسته یا ساختار کروماتین شود، و اینکه H1 می تواند بسته به ژن هدف، تنظیم کننده رونویسی منفی یا مثبت باشد. در عصاره تخم های زنوپوس ها (Xenopus)، حذف هیستون های رابط موجب افزایش دوبرابری طول کروموزوم های متافاز می شود (بازشدگی و کاهش فشردگی DNA)، در حالیکه بیان بالای آن موجب فوق فشرده شدن کروموزوم ها به ساختارهایی غیرقابل جداسازی می گردد. تاکنون حذف کامل پروتئین H1 و حذف فشردگی کروماتین در ارگانیسم های چندسلولی رخ نداده است، زیرا که این پروتئین حاوی ایزوفرم های فراوانی با ژن های جداگانه است؛ اما ایزوفرم های مختلفی از هیستون های رابط در درجات مختلف در گونه هایی از قبیل تتراهیمنا، کرم الگانس، آرابیدوپسیس تالیانا، مگس سرکه و موش حذف شده و باعث مشکلات مختلفی از لحاظ مورفولوژی هسته، ساختار کروماتین، متیلاسیون DNA و بین ژن در گونه های خاصی گردید.

## پویایی و جابجایی
با اینکه اکثر هیستون های H1 در هسته متصل به کروماتین هستند، مولکول های H1 با سرعت بالایی بین نواحی مختلف کروماتین جابجا می شوند.
درک اینکه چنین پروتئین پویا و متحرکی جزئی ساختاری از کروماتین باشد، دشوار است؛ اما پیشنهاد شده است که تعادل حالت پایدار و پویا آن وابستگی شدیدی به ارتباطش با کروماتین دارد، به این معنا که با وجود پویایی این مولکول، H1 به صورت لحظه به لحظه به کروماتین متصل می شود. هیستون H1 در طی بسته بندی کروماتین، DNA را فشرده و پایدار می کند که نشان می دهد اتصال پویا H1 ممکن است موجب ایجاد حفاظتی برای DNA در شرایط حذف نوکلئوزوم‌ها شود.
به نظر می رسد که فاکتور های سیتوپلاسمی برای جابجایی پویا هیستون H1 ضروری هستند، اما این مورد هنوز به طور کامل شناسایی نشده است. پویایی H1 می تواند به مراتبی با O-گلیکوزیلاسیون و فسفوریلاسیون مرتبط باشد. در اصل O-گلیکوزیلاسیون پروتئین H1 موجب فشردگی کروماتین می شود. نشان داده شده که فسفوریلاسیون این پروتئین در طول اینترفاز موجب کاهش تمایل H1 برای کروماتین شده و درنتیجه باعث بازشدگی و فعال کردن رونویسی می شود. با اینحال، مشخص شده است که فسفوریلاسیون آن در طول میتوز موجب افزایش تمایل H1 به کروموزوم و بنابراین فشردگی کروموزمی میتوزی می شود.

## ایزوفرم‌‌ها
خانواده H1 در جانوران شامل چندین ایزوفرم H1 است که می توانند در بافت های مختلف و مراحل رشد مختلف یک ارگانیسم بیان شوند. دلیل وجود این ایزوفرم ها همچنان نامشخص است، ولی هم حفظ تکاملی آن ها از توتیای دریایی تا انسان و هم تفاوت های قابل توجه توالی آمینواسیدی آنها مشخص می کند که آن ها به لحاظ عملکردی، معادل نیستند. یکی از این ایزوفرم‌ها هیستون H5 است که تنها در اریتروسیت های (گلبول های قرمز) پرندگان یافت می شود و برخلاف اریتروسیت‌های پستانداران حاوی هسته هستند. یکی دیگر از ایزوفرم ها، ایزوفرم H1M در اووسیت/زیگوت (همچنین با نام های B4 یا H1foo) است که در توتیاهای دریایی، قورباغه ها، موش ها و انسان ها یافت می شود و در جنین با ایزوفرم های سوماتیکی H1A-E و H10 که همانند H5 هستند، جایگزین می گردد. علی رغم حضور بارهای منفی بیشتر H1M نسبت به ایزوفرم های سوماتیکی (افزایش دافعه بین بارهای منفی این هیستون و DNA)، پروتئین H1M با تمایل بیشتری به کروموزوم های میتوزی عصار تخم های  زنوپوس متصل می شود.

## تغییرات پس از ترجمه
مانند دیگر هیستون ها، خانواده هیستون H1 به طور گسترده ای پس از ترجمه تغییر یافته است (PTM: post-translationally modified). این تغییرات شامل: فسفوریلاسیون سرین و ترئونین، استیلاسیون لیزین، متیلاسیون لیزین و یوبی کوئیتیناسیون است. این PTMها عملکردهای متفاوتی دارند ولی به اندازه PTMهای دیگر هیستون‌ها مطالعه شده نیستند.